# Vương tộc Trastámara
Vương tộc Trastámara (tiếng Tây Ban Nha, tiếng Aragón và tiếng Catalan: Casa de Trastámara; tiếng Anh: House of Trastámara) là một triều đại từng cai trị Vương quyền Castilla và sau đó mở rộng sang Vương quyền Aragón vào cuối thời Trung cổ đến đầu thời kỳ hiện đại.
Vương tộc này có nguồn gốc là nhánh bất hợp pháp của Nhà Burgundy, người đã lên nắm ngai vàng của Vương quyền Castilla vào năm 1369 nhờ chiến thắng của Enrique xứ Trastámara trước người anh cùng cha khác mẹ của mình là Pedro I trong Nội chiến Castilla 1351–1369, trong đó giới quý tộc, và ở một mức độ thấp hơn, giới giáo sĩ đã đóng góp một vai trò quyết định có lợi cho phe của Enrique. Kết quả là sự thay đổi triều đại đã chứng kiến sự cực đoan hóa của việc bài Do Thái phát triển ở Castilla, hội tụ học thuyết tôn giáo chống Do Thái giáo, chủ nghĩa bài Do Thái chính trị quý tộc và chủ nghĩa bài Do Thái phổ biến trở nên trầm trọng hơn do cuộc khủng hoảng kinh tế và xã hội đang diễn ra, lên đến đỉnh điểm trong Vụ thảm sát năm 1391.
Sau cuộc khủng hoảng kế vị gây ra ở Vương quyền Aragón lân cận do cái chết của Martí của Aragón mà không có người thừa kế hợp pháp, Thỏa hiệp Caspe năm 1412 đã đưa một thành viên của Vương tộc Trastámara là Fernando xứ Antequera lên tiếp nhận ngai vàng Aragón.
Sau cuộc hôn nhân của các Quân chủ Công giáo (cả hai đều là thành viên của Vương tộc Trastámara), Castilla và Aragon được cai trị dưới một liên hiệp vương triều, ngay cả khi một cuộc xung đột, Chiến tranh Kế vị Castilla, được tiến hành giữa sự ủng hộ của Aragón và Bồ Đào Nha - các phe phái ủng hộ ngai vàng của Castilla, điều này sau đó đã được Nữ vương Isabel I xác nhận. Vương triều được thay thế bởi Nhà Habsburg sau khi Karl V của Thánh chế La Mã lên ngôi với tư cách là vua của Castilla và Aragon vào năm 1516, mặc dù người mẹ tâm thần và sống ẩn dật của ông là Juana, vẫn sống cho đến năm 1555.

## Sự hình thành của Vương tộc Trastámaras

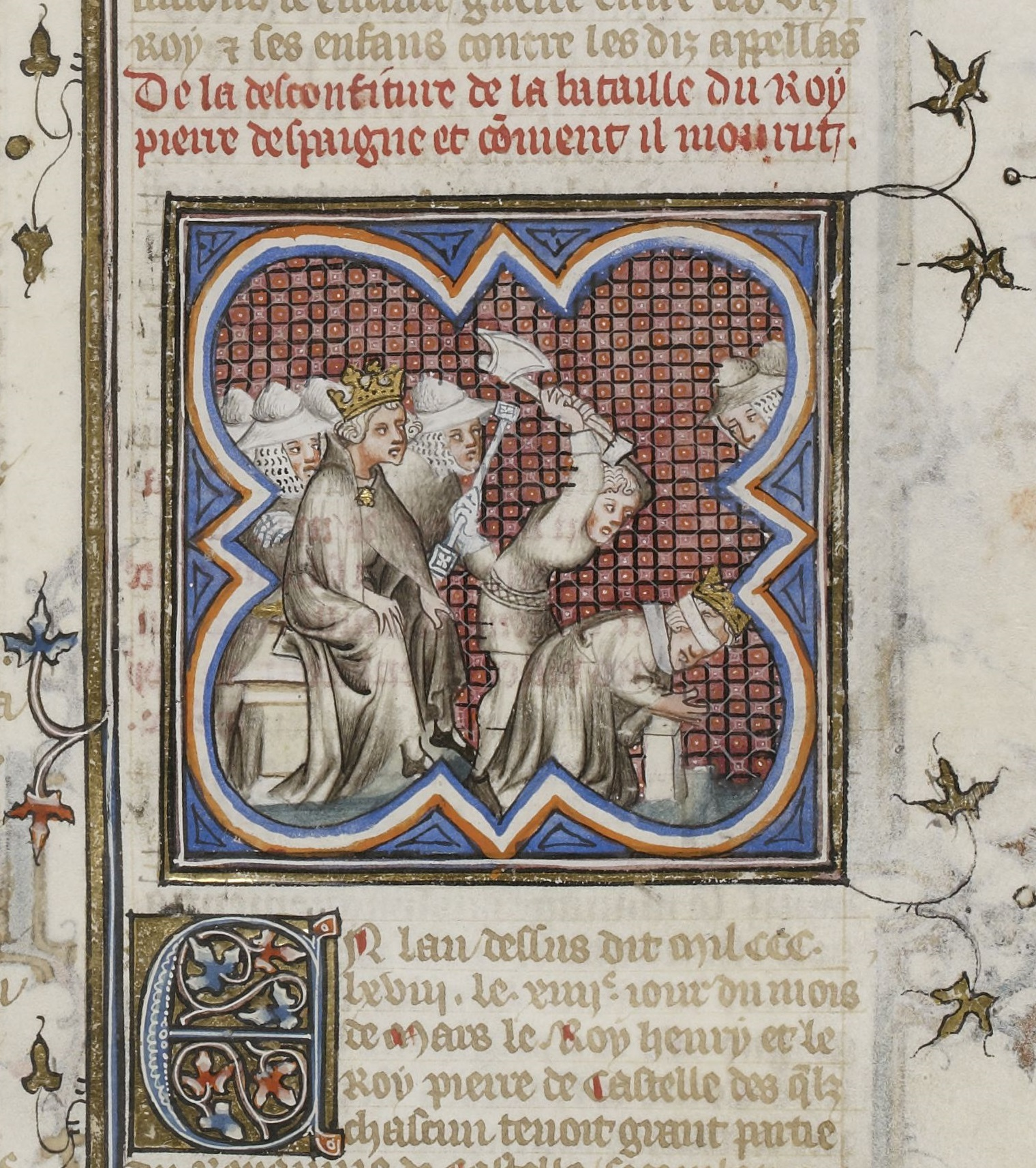
Enrique giám sát vụ chặt đầu đối thủ Pedro I, từ Grandes Chroniques de France.

### Người con ngoại hôn của Alfonso XI
Sau cái chết của Alfonso XI, vua của Vương quyền Castilla vào năm 1350, con trai cả của ông là Vương tử Pedro, kế vị ngai vàng Castilla với vương hiệu Pedro I. Pedro I được sinh ra một cách hợp pháp bởi Alfonso XI và vương hậu Maria, nhưng Alfonso đã có một mối tình lâu dài và công khai với Eleanor de Guzmán. Những đứa con hoang hoàng gia của Alfonso với Eleanor, được gọi chung là Trastámaras, ngay lập tức trở thành đối thủ của Pedro I mới tiếp nhận ngai vàng. Vì lịch sử cá nhân, bao gồm cả những vụ giết người mang tính chính trị, kẻ thù của ông nhanh chóng đặt biệt danh cho ông là Pedro Độc ác. Cũng làm gia tăng sự thù địch giữa Pedro I và những người anh em cùng cha khác mẹ của ông là hành động của mẹ Pedro I nhân cơ hội quyền lực của mình để bắt Eleanor xứ Guzman và xử tử.

### Chiến tranh dành quyền kế vị
Lần đầu tiên Pedro I chống lại nỗ lực giành lấy vương quyền của mình bằng cách đánh bại một liên minh do Enrique xứ Trastámara (người mà anh chị em cùng cha khác mẹ của Pedro lấy đó làm họ mình) lãnh đạo vào năm 1356. Pedro I một lần nữa đánh bại các đối thủ của mình tại Nájera vào năm 1360 và xử tử những người anh em cùng cha khác mẹ của mình là Juan và Pedro. Được Aragon bảo vệ, Enrique buộc phải chạy trốn sang Pháp khi Vương quyền Castilla ký hiệp ước hòa bình với Vương quyền Aragón vào năm 1360.
Nhận được sự ủng hộ khắp Castilla vì là con trai ruột của Alfonso XI và những cuộc chạy trốn quân sự liên tục của Pedro I, Enrique đã xây dựng một liên minh với Aragón và Pháp, bao gồm cả lính đánh thuê do một chỉ huy người Pháp là Bertram du Guesclin chỉ huy cho một nỗ lực khác nhằm giành lấy vương miện của Castilla vào năm 1365. Pedro I nhận được sự ủng hộ của Vương tử Edward, Thân vương xứ Wales, người thừa kế ngai vàng nước Anh và là con trai của vua Edward III của Anh, để giúp bảo vệ vương miện của mình với lời hứa giành được lãnh thổ. Vào ngày 13 tháng 4 năm 1367, lực lượng của Pedro I và Edward đã đánh bại mạnh mẽ quân đội của liên minh Pháp-Aragón-Castilla do Enrique chỉ huy và bắt sống được Bertram du Guesclin. Khi Edward ngã bệnh và phát ốm vì những nỗ lực của Pedro I nhằm xử tử các tù nhân của Edward, và có lẽ do Pedro I đã trì hoãn hoặc không thực hiện được lời hứa trao đất đai cho người Anh, Vương tộc Plantagenet đã rút quân Anh khỏi chiến trường hỗ trợ trực tiếp cho Vương quyền Castilla để đến mặt trận mới ở Gascony mở cửa cho người Pháp. Vào tháng 3 năm 1369, với sự hỗ trợ liên tục của Pháp và Aragón, cũng như sự hỗ trợ ngày càng tăng ở các thành phố quan trọng thuộc các vùng của Castilla, lực lượng của Enrique lại xâm chiếm Vương quyền Castilla và giao tranh dữ dội với quân đội của Pedro I. Chính Enrique xứ Trastámara phải chịu trách nhiệm về cái chết của anh trai mình, Pedro I.

### Triều đại của Enrique II, Quốc vương đầu tiên của Vương tộc Trastámara

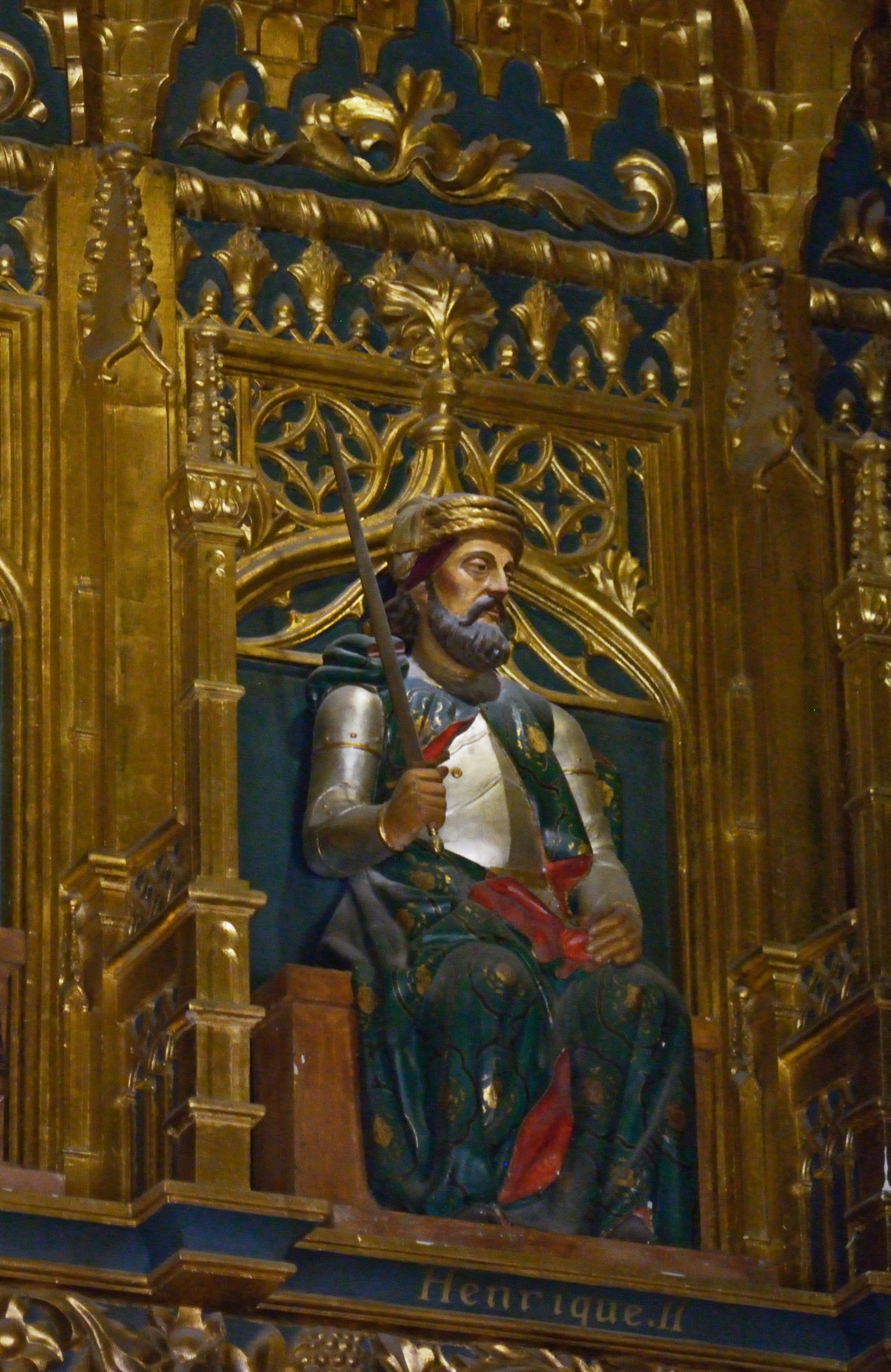
Phù điêu của Enrique II tại Sảnh Hoàng gia ở Lâu đài Segovia

Sau khi giết chết người anh cùng cha khác mẹ của mình là Pedro I, Enrique xứ Trastámara đã nắm quyền kiểm soát Vương quyền Castilla với vương hiệu Enrique II. Dưới thời Enrique II, một tầng lớp quý tộc mới nổi lên đã giành được những khoản tài sản lớn và những đặc quyền rộng lớn của hoàng gia. Sự trỗi dậy công khai của tầng lớp quý tộc mới này đã gây ra sự bất bình và bất ổn ở Castilla. Tầng lớp quý tộc này bị thúc đẩy bởi mong muốn đòi lại tài sản của gia đình và thường bị buộc phải sử dụng mọi biện pháp cần thiết. Bất chấp sự bất ổn, lực lượng của Enrique II vẫn có thể chống lại các nỗ lực của người Bồ Đào Nha, Navarre và Granada nhằm xâm chiếm và giành quyền kiểm soát Castilla.
Enrique II đã thỏa thuận với người cai trị của Vương quyền Aragón là Pedro IV, để con cái của họ kết hôn. Con trai của Enrique II là Vương tử Juan, kết hôn với con gái của Pedro IV là Vương nữ Alionor, vào ngày 18 tháng 6 năm 1375. Cuộc hôn nhân này của con trai Enrique II cuối cùng sẽ đưa Trastámaras kiểm soát cả Castilla và Aragon, bao gồm phần lớn Bán đảo Iberia. Sau khi sinh được ba người con, Alionor qua đời năm 1382, chỉ sau 7 năm chung sống.

## Vương tộc Trastámara cai trị cả Castilla và Aragón
Sau cái chết của Enrique II vào năm 1379, con trai ông là Vương tử Juan lên kế vị với vương hiệu là Juan I. Trong thời gian trị vì của mình, Juan I đã lấy Vương nữ Beatriz, con gái của Fernando I của Bồ Đào Nha, làm vợ thứ hai. Trên cơ sở cuộc hôn nhân này, Juan I đã tuyên bố không thành công về ngai vàng của Vương quốc Bồ Đào Nha sau cái chết của Fernando I vào năm 1383, một động thái có thể dẫn đến sự thống nhất toàn bộ Bán đảo Iberia. Juan I qua đời rất bất ngờ vào năm 1390.
Sau cái chết không đúng lúc của ông, con trai cả của Juan I là Vương tử Enrique lên ngôi với vương hiệu là Enrique III, khi còn rất trẻ mới 12 tuổi. Ông chỉ đợi hai năm để chính thức nắm quyền kiểm soát ngai vàng vào năm 1393, khi mới 14 tuổi, trong bối cảnh có rất nhiều bạo lực xảy ra chống lại người Do Thái trên khắp Castilla. Trong số những thành tựu của vị vua trẻ là việc ông nắm quyền kiểm soát Quần đảo Canary, mang lại cho Castilla quyền kiểm soát ở Đại Tây Dương. Năm 1406, giữa cuộc xâm lược của lực lượng Granada ở Murcia, Enrique III qua đời khi đang lên kế hoạch ứng phó ở tuổi 27.
Juan II, con trai của Enrique III, được để lại là người thừa kế duy nhất sau cái chết của Enrique III năm 1406, nhưng ông chỉ mới 2 tuổi. Anh trai của Enrique III là Vương tử Fernando, giữ chức nhiếp chính cùng với mẹ của Juan II là Catherine xứ Lancaster.
Trong thời gian làm nhiếp chính, Fernando được chọn làm vua của Vương quyền Aragón, do có mối quan hệ của mẹ ông với ngai vàng Aragón thông qua Thỏa hiệp Caspe năm 1412. Vương tộc Trastámaras hiện cai trị ở cả 2 vương quyền Castilla và Aragón.